# Alessandro Capalti
Alessandro Capalti, né le 25 septembre 1807 à Rome et mort le 29 mars 1868 dans la même ville, est un peintre italien, principalement de sujets historiques et de portraits.

## Biographie
Alessandro Capalti naît le 25 septembre 1807 à Rome.
Il est élève de Tommaso Minardi à l'Académie de Saint-Luc à Rome, où il est actif presque toute sa vie. Il expose notamment au Salon de Bruxelles de 1848, où il reçoit une médaille de vermeil pour son Portrait de la comtesse de L., puis à la Royal Academy de Londres entre 1851 et 1858. Il peint des portraits de Gwendoline Talbot, de la princesse Borghèse et de son ancien maître Minardi.
Les portraits de la duchesse Teresa Massimo (Florence 1910), de l'actrice Adelaide Ristori (Florence 1911), de Marchesa Ulderica Pentini, d'Anna Maria Bossi et du général Bossi (Rome 1932) méritent également d'être mentionnés.
Une Sainte-Catherine raphaélesque fait partie de la Royal Collection Trust, et est situé à l'Osborne House.
L'un de ses élèves est Francesco Jacovacci.
Il meurt le 29 mars 1868 dans sa ville natale.